# Sune Folkesson
Sune Folkesson (* im 12. Jahrhundert; † 1247) war der Sohn von Folke Birgersson. 

## Leben
Der Eintrag in der Königsliste im Västgötalagen, dass König Sverker II. in der Schlacht bei Gestilren von einem „måg“, einem angeheirateten männlichen Verwandten, getötet wurde, führte zu der Annahme, dass dies sein Schwiegersohn Sune war, aber es könnte sich auch auf dessen Vater Folke beziehen.
In dem Gedicht "Vreta klosterrov" (SMB 59, TSB C 8), das wahrscheinlich aus der Mitte des 14. Jahrhunderts stammt, aber nur in einer Abschrift aus dem späten 16. Jahrhundert erhalten ist, wird behauptet, Sune habe Sverkers II. Tochter Helena aus dem Kloster Vreta entführt, wo sie als Nonne lebte, und dann geheiratet. Im 18. Jahrhundert schrieb Magnus Borænius, dass die Entführung 1210 stattfand und sie nach dem Tode ihres Mannes Äbtissin des Klosters geworden sei. Diese Entführung ist allerdings in keinen Annalen erwähnt, aber sowohl ihre Tochter Bengta wie auch ihre Enkelin Ingrid Svantepolksdotter wurden tatsächlich aus dem Kloster entführt.
Sune gehörte zum führenden Kreis Schwedens, scheint aber nie ein Amt bekleidet zu haben, obwohl er in der modernen Literatur sowohl als lagman (Gesetzessprecher) in Östergötland als auch als Jarl erscheint. Seine eigene Ehe und die seiner Töchter machten ihn aber zu einem der einflussreichsten Männer Schwedens in der Zeit nach dem Tod von Knut II. Långe.
Nach dem Skänningeannal starb Sune eines natürlichen Todes.

## Rezeption
2008 verfilmte der Regisseur Peter Flinth die Götaland-Trilogie von Jan Guillou unter dem Titel Arn – Der Kreuzritter. Sune Folkesson wurde von Nijas Ørnbak-Fjeldmose dargestellt.

## Nachkommen
- Bengta
- Katarina ⚭ Erik XI.